# Електрика (лист)
Електрика је лист за шалу, сатиру и забаву који је излазио у Нишу 1895. године.